# Juan Abarca (músico)
Juan Abarca Sanchis (Madrid, 1969) es un músico, compositor y escritor español. Es conocido por ser el fundador, cantante y guitarrista de la banda de punk rock cómico Mamá Ladilla desde 1994. También fundó el grupo Engendro, del que se desligó en 2011, y forma parte del grupo Dixlesia, donde Juan Abarca toca la batería.
En diciembre de 2011 publicó su primer libro titulado "Dios es chiste", y en 2013 autoeditó un libro humorístico de bolsillo bajo el título "Diccionario Jeroglífico".
En noviembre de 2012, Abarca también publicó su primer disco en solitario con el título de "La caja de nada".

## Discografía
Con Mamá Ladilla
- Directamente a la basura (1994)
- Arzobispofobia (1996)
- Naces, creces, te jodes y mueres (1998)
- Requesound (1999)
- Power de mí (2001)
- Analfabada (2002)
- Directamente de la basura: Diez años macerando (2004)
- Autorretrete (2005)
- Jamón beibe (2010)
- Bilis (2014) (EP)
- Coprofonía (2015)
- Un bis y a la cama (2017) (Directo)
- Quién pudriera (2018)
- Exhuma y sigue (2021)

Con La Hora Bruja
- Rocktámbulos (1997, como bajista)

Con el Dúo Chopin
- Chopin en guitarra (Juan Manuel Ruiz Pardo, 2004) (Guitarra clásica)

Con Engendro
- Engendro (2005)
- Gran ilusión (2006)
- La imaginación al joder - Directo Sala Gruta 77 (2008)
- Querer es joder - Directo Sala Gruta 77 (2010)

Con Dixlesia (como batería)
- Luz azul (2011)
- Ojo rojo (2014)
- Dixco (2015)
- Minidix (2017)
- Megamelomanía (2019)

En solitario
- La caja de nada (2012)

Recopilatorios
- Universonoro Vol. 2 (Boa, 1997)
- Agradecidos... Rosendo (RCA, 1997)
- Tócamelos... 28 temas + broncas (Arcade, 1999)
- Principios de la Neolengua Vol. 2 (Producciones peligrosas, 2002)